# Thyca nardoafrianti
Espèce
Synonymes
- Granulithyca nardoafrianti Habe, 1976[2]
- Thyca (Kiramodulus) nardoafrianti (Habe, 1976)[2]

Thyca nardoafrianti est une espèce de petits mollusques gastéropodes de la famille des Eulimidae.

## Distribution
L'espèce est présente dans le Pacifique, notamment au Japon et aux Philippines,.

## Description
La coquille mesure entre 2 et 4 mm.

## Biologie
Thyca nardoafrianti parasite des étoiles de mer.